# Maya-Tolteken
Als Maya-Tolteken wird eine hypothetische Volksgruppe bezeichnet, die als die Schöpfer der an Vorbilder in Tula erinnernden Motive und Darstellungen in Chichén Itzá betrachtet werden. Die Existenz dieser Volksgruppe, die toltekischen Ursprungs sein soll, wird aus den Ähnlichkeiten in Architektur und bildlichen Darstellungen gefolgert. Sie wird mit einer mythischen Wanderung unter Führung des Topiltzin Quetzalcoatl in Verbindung gebracht. Ein direkter Nachweis für ihre Existenz oder Herkunft existiert nicht.

## Der Befund
Die Ähnlichkeiten zwischen Darstellungen auf Bauwerken und Gebäudegrundrisse in Tula und solchen in Chichén Itzá sind seit den Ausgrabungen in Tula Ende der 1930er Jahre bekannt. Sie sind nicht nur thematisch, sondern auch in der Ausführung so deutlich, dass die Vermutung nicht abwegig ist, dass die Vorbilder an dem einen Ort den Ausführenden an dem anderen Ort selbst bekannt gewesen sein müssen.
Zu den wichtigsten zählen:
- Säulenhallen mit skulptierten Pfeilern
- Tempel mit großem, von Pfeilern getragenem Innenraum auf getreppter Pyramide, eingefügt in Säulenhallen.

Der Tlahuizcalpanteuctli-Tempel in Tula wurde in den 1950er Jahren nach dem Muster des Krieger-Tempels von Chichén Itzá rekonstruiert, die Ähnlichkeit ist deshalb nicht völlig echt
- Säulenhallen mit offener Front, mit gemauerten Bänken entlang den Wänden und Sitzplattformen, dort Relief von Krieger-Prozession, obere Kante Schlangenmuster.
- Tzompantli (Schädelgerüst) im Westen des zentralen Hofes
- Großer Ballspielplatz am westlichen Rand des zentralen Hofes
- Altarplattform nahe der Mitte des zentralen Hofes mit Treppen auf allen vier Seiten
- Relief mit Vogel-Mensch Darstellung in charakteristischer Haltung
- Reliefs mit Prozessionen von Jaguaren
- Reliefs mit Adlern, die Herzen fressen
- Darstellungen von Kriegern mit toltekischer Bewaffnung (Speerschleuder, Schild) und Tracht

Sogar die räumliche Anordnung der einer entsprechenden Bauten in Tula und Chichén Itzá weist Ähnlichkeiten auf, wobei die Ausmaße in Chichén Itzá erheblich größer sind.

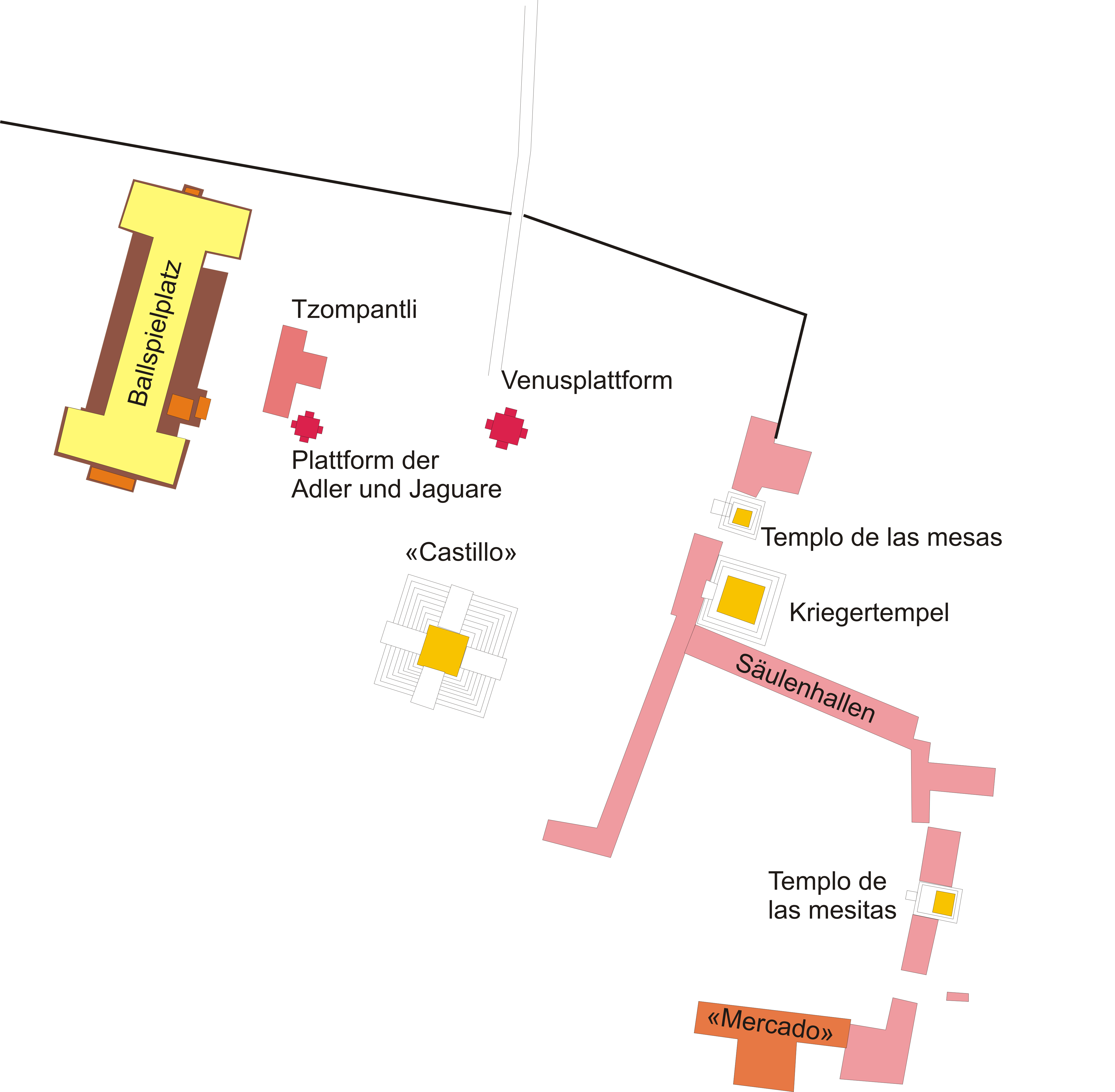
Schematischer Plan des Zentrums von Chichén Itzá, nördlicher Teil

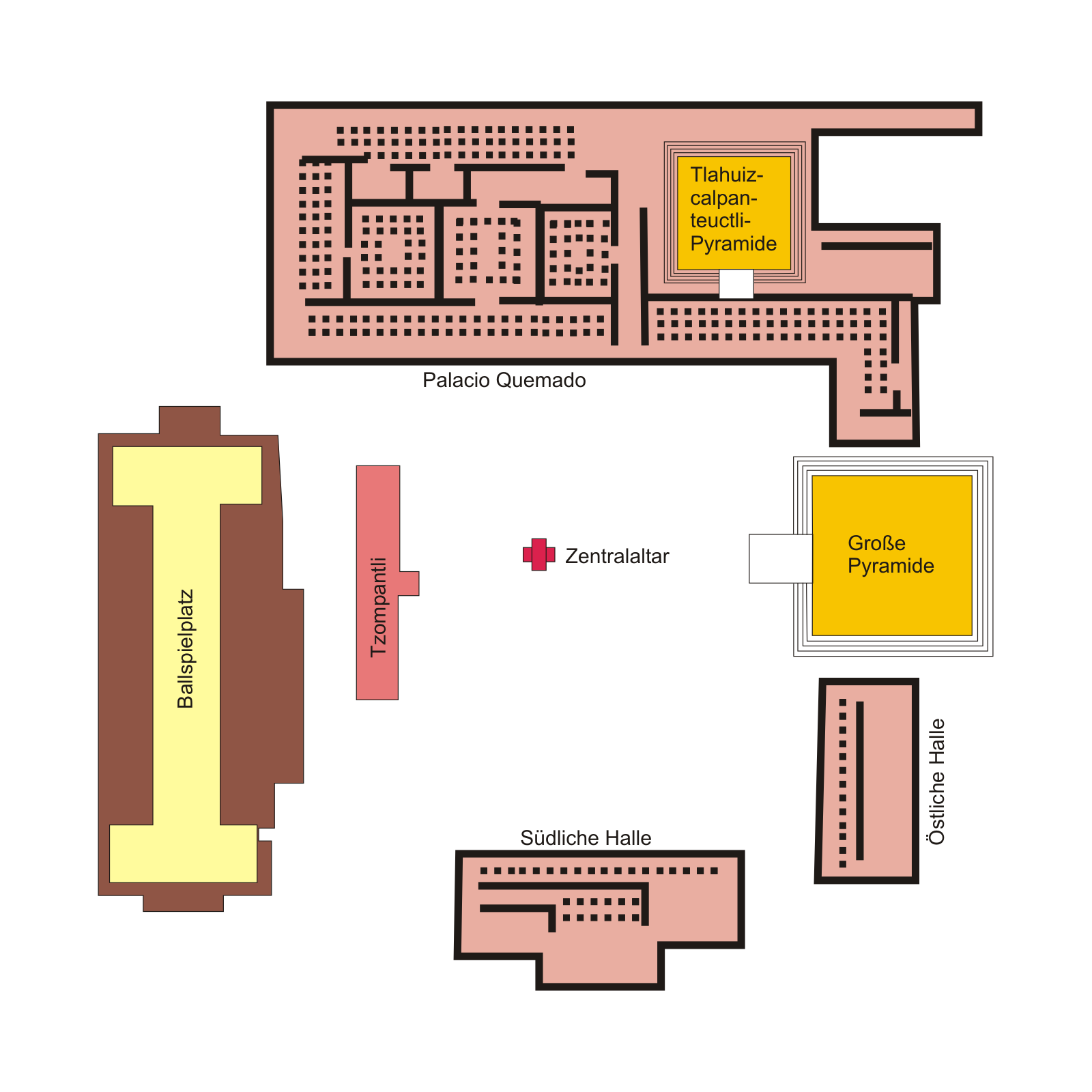
Schematischer Plan des Zentrums von Tula

## Die Theorien

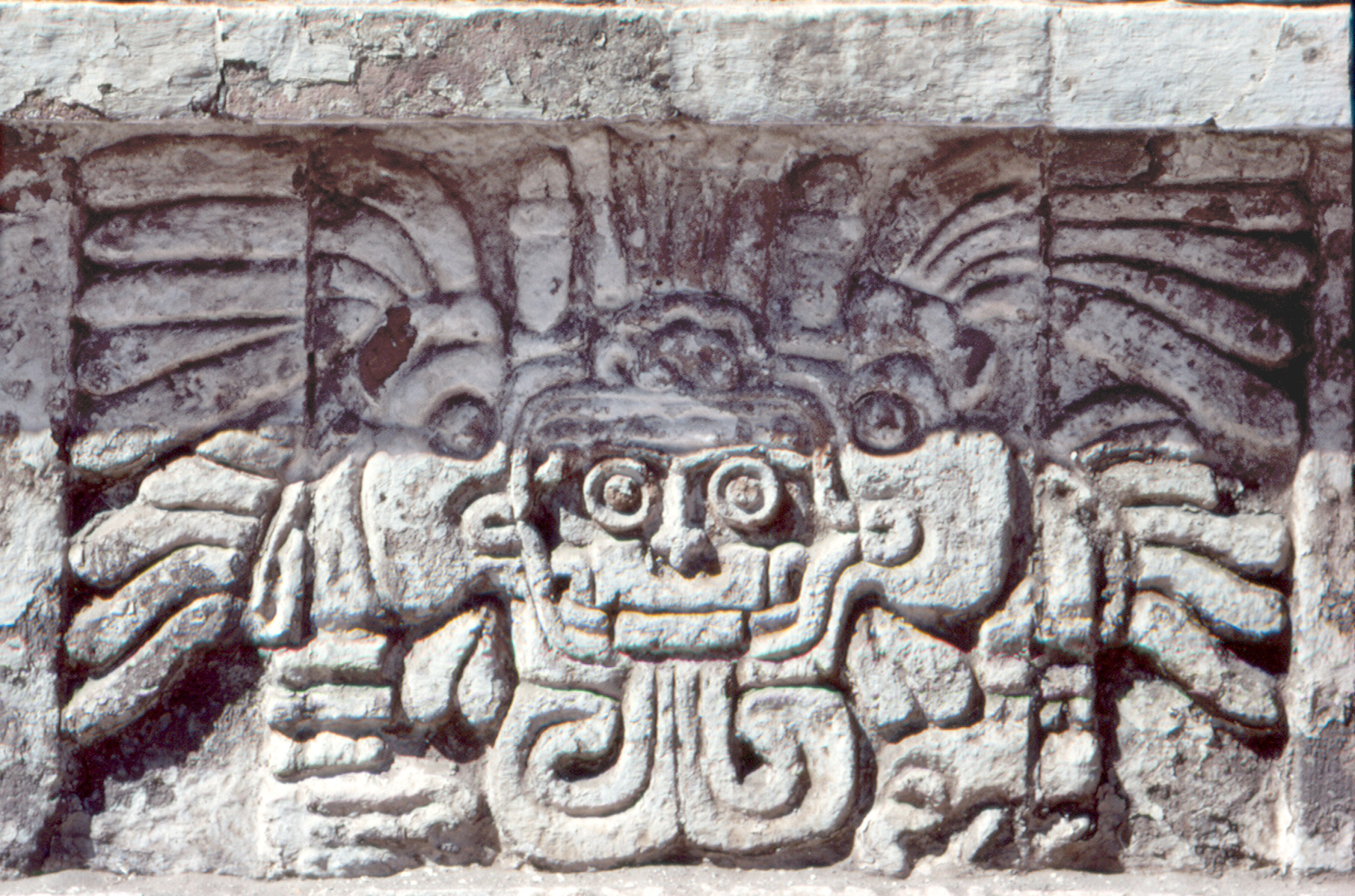
Vogel-Mensch in Tula

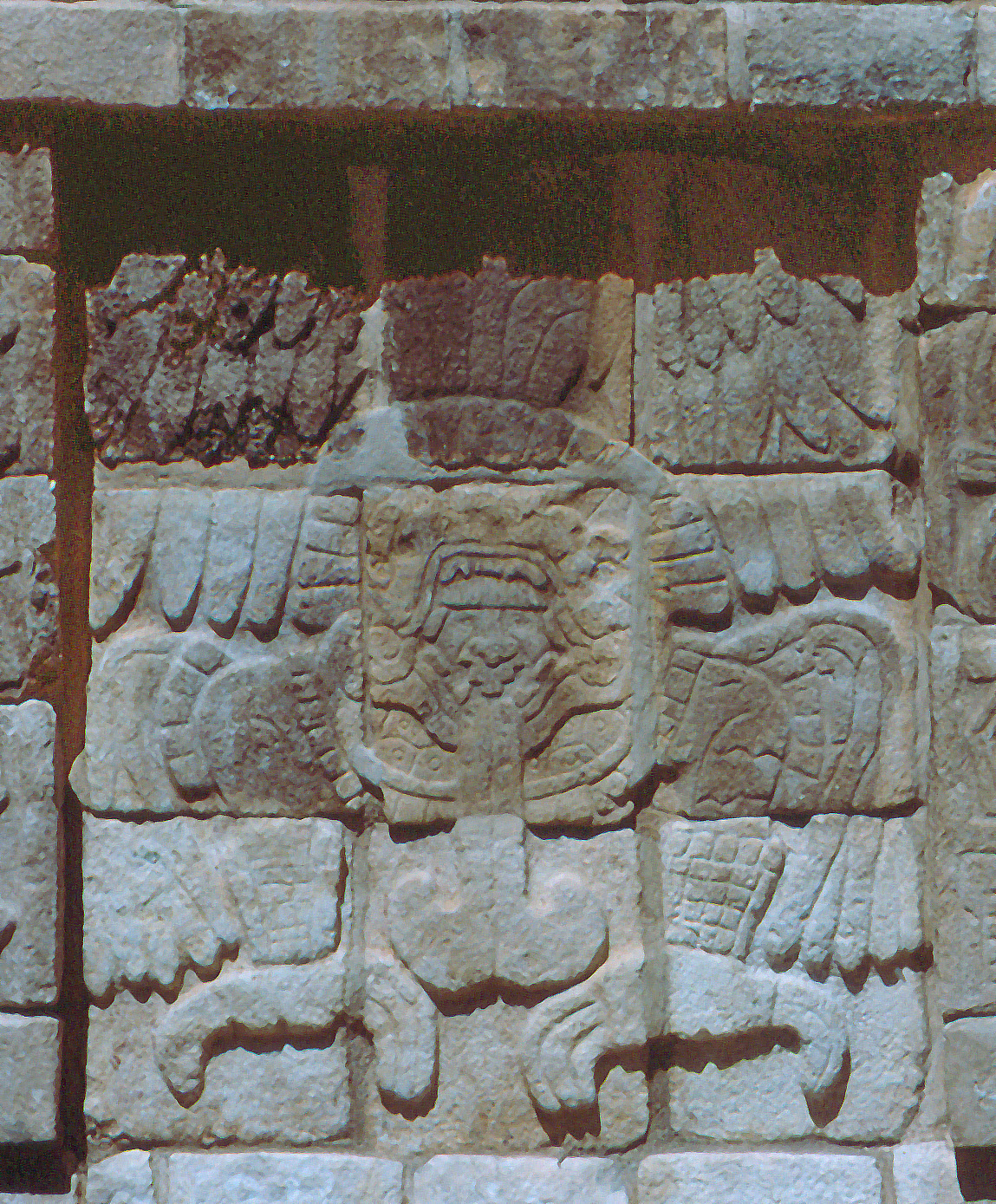
Vogel-Mensch in Chichén Itzá (Venus-Plattform)

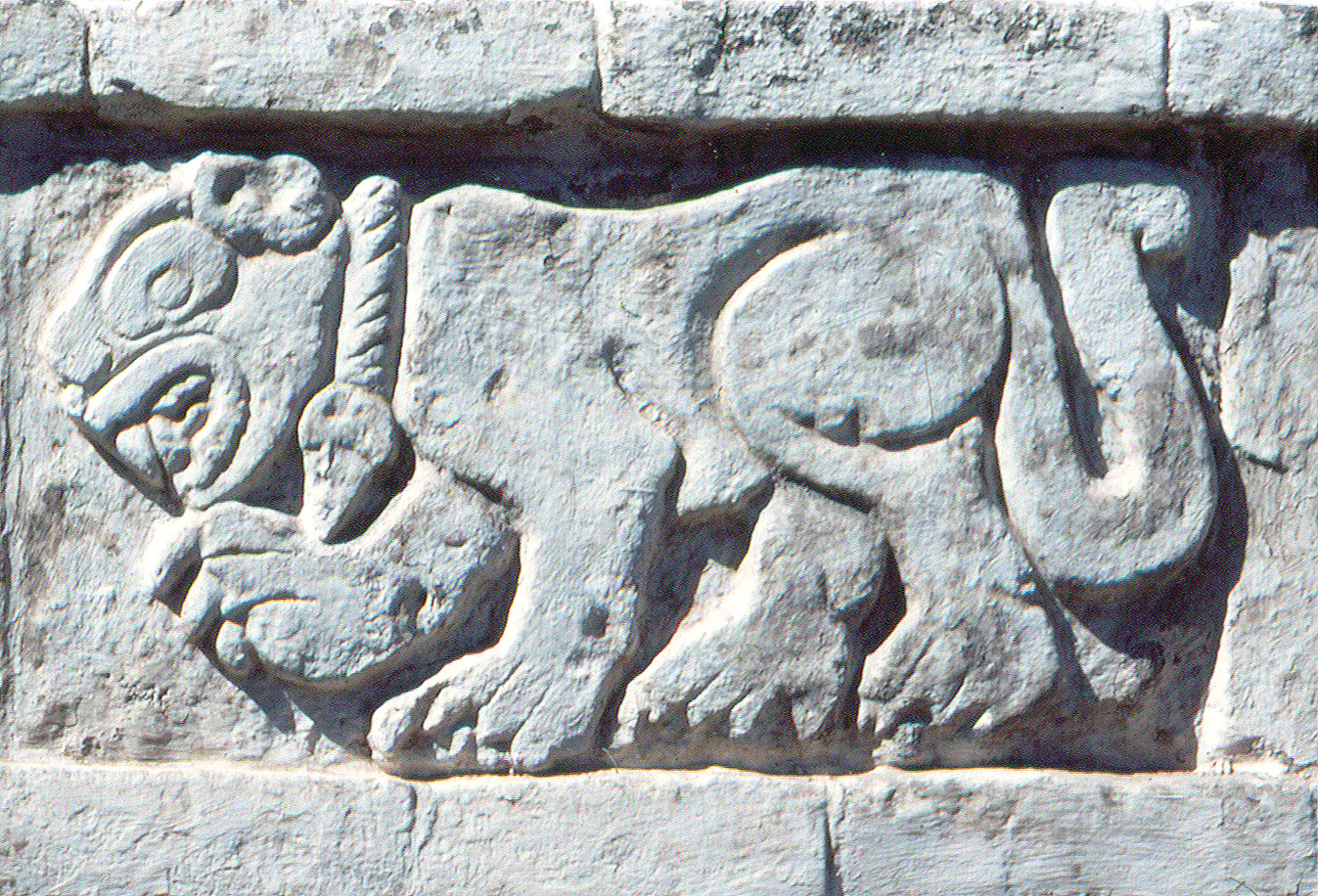
Jaguar-Prozession

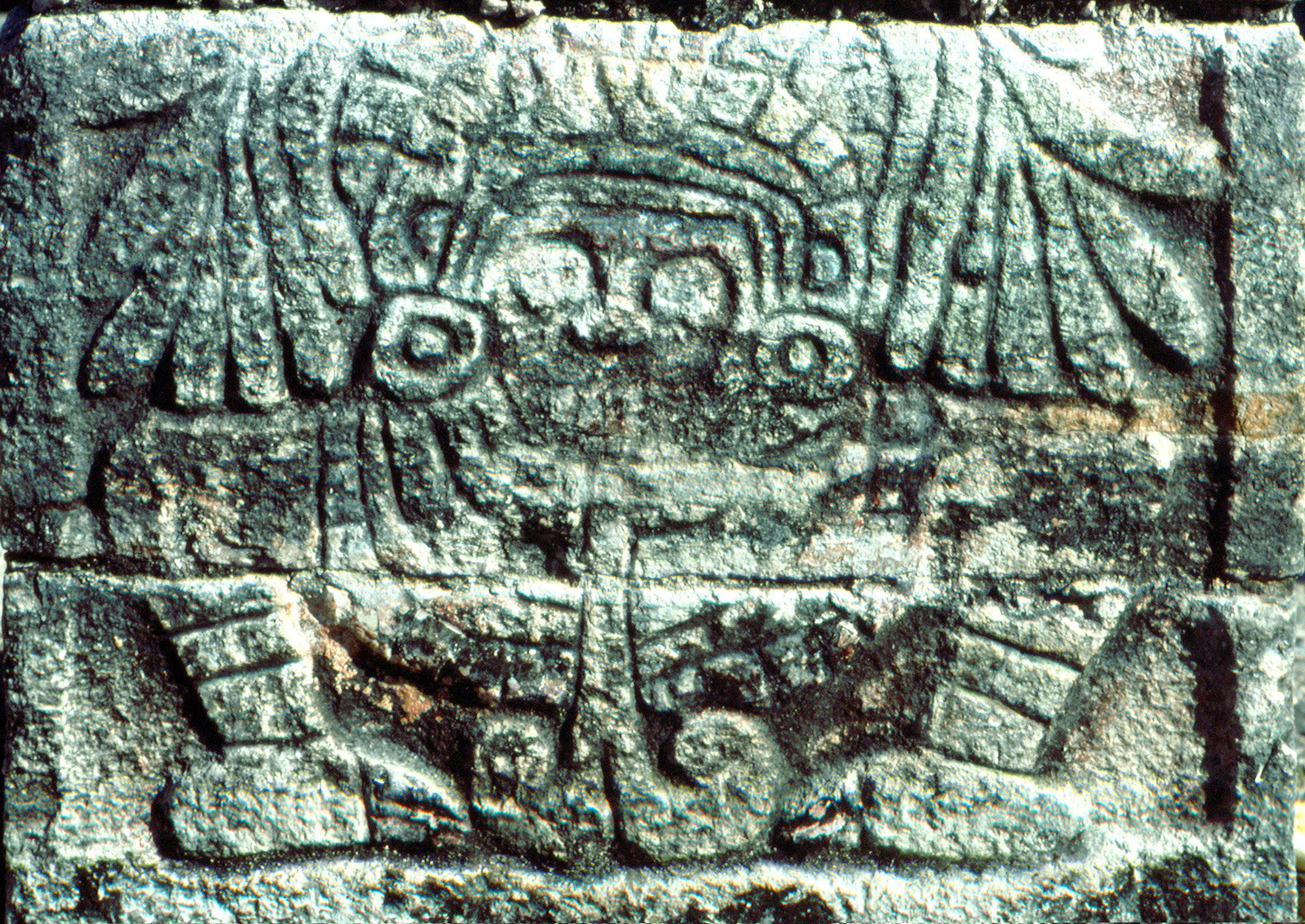
Vogel-Mensch, Chichén Itzá (Tausendsäulenkomplex)

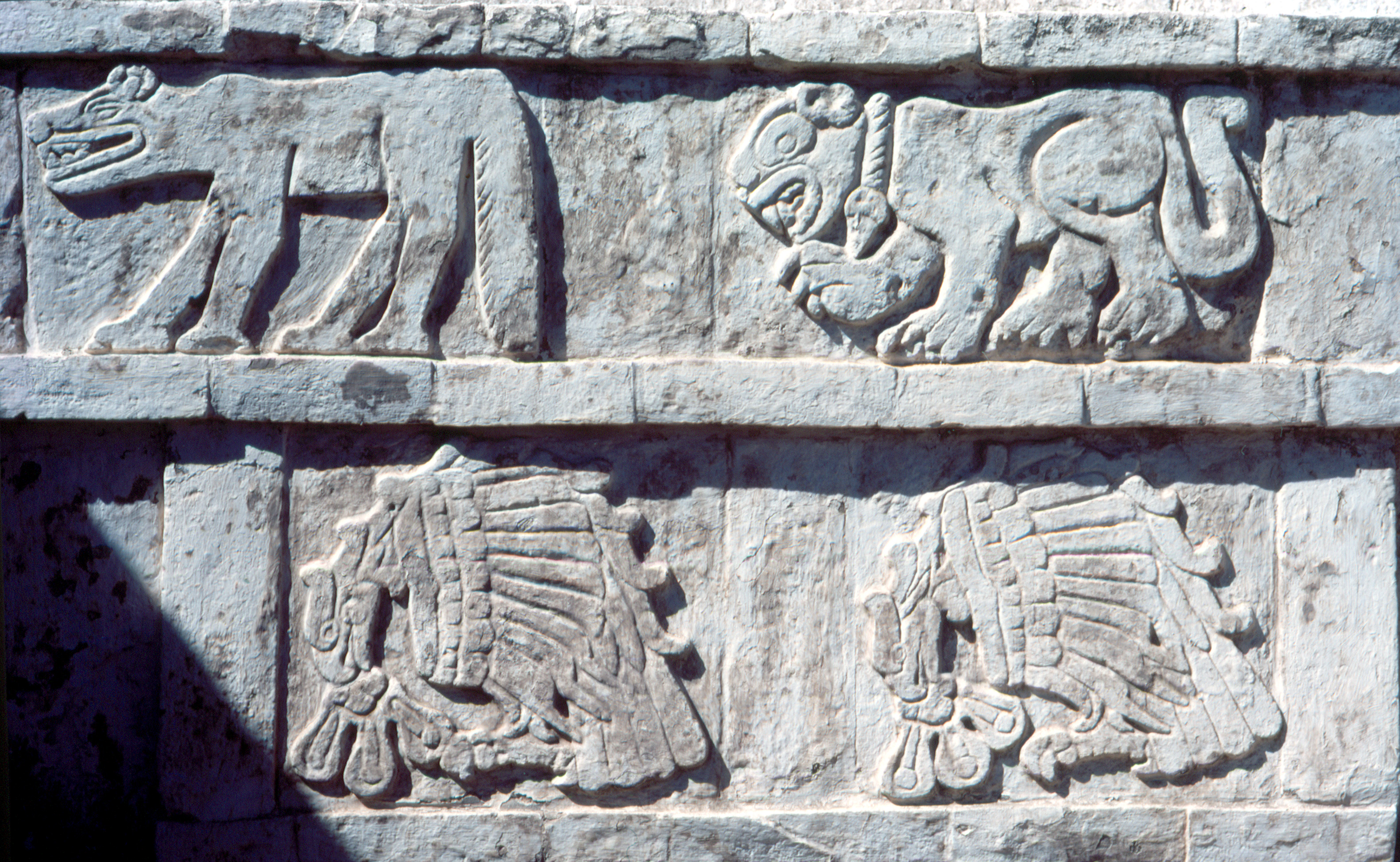
Jaguar-Prozession und Adler fressen Menschenherzen, Tula

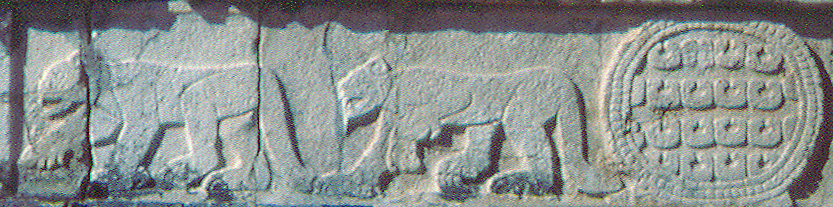
Jaguar Prozession, Chichén Itzá (Jaguar-Tempel)

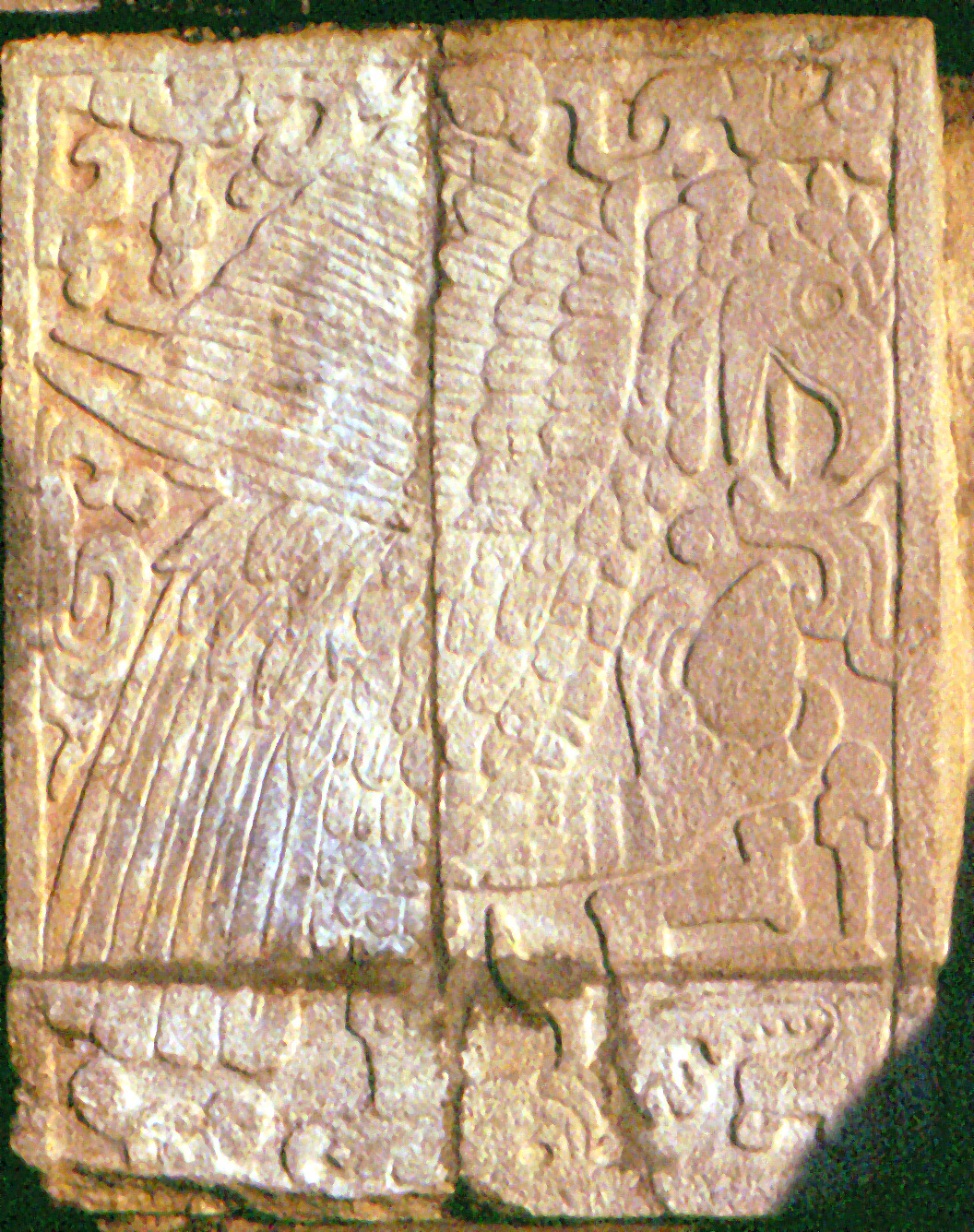
Adler frisst menschliche Herzen, Chichén Itzá (Adler-Plattform)

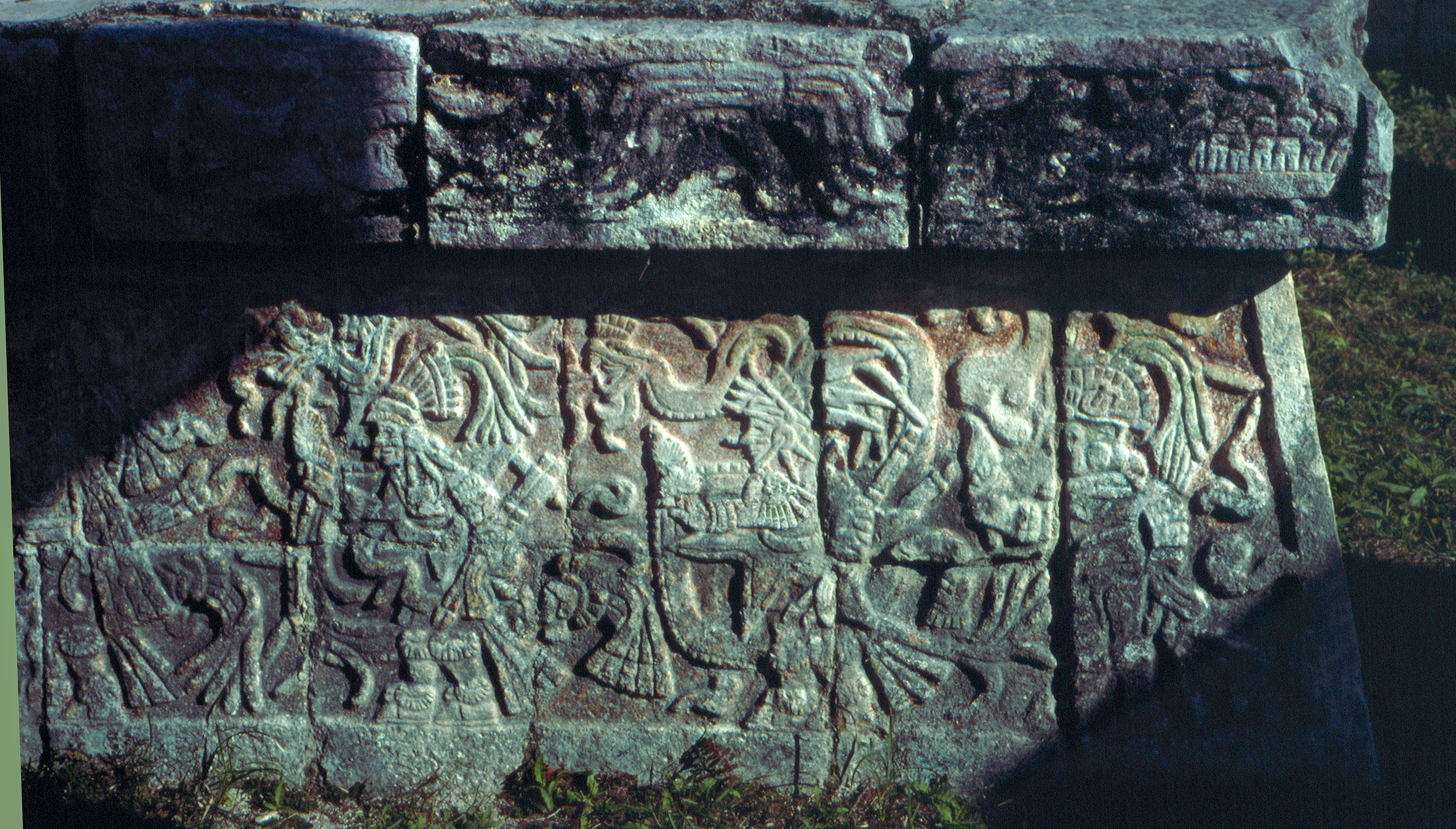
Krieger-Prozession, Chichén Itzá (Tausendsäulenkomplex)

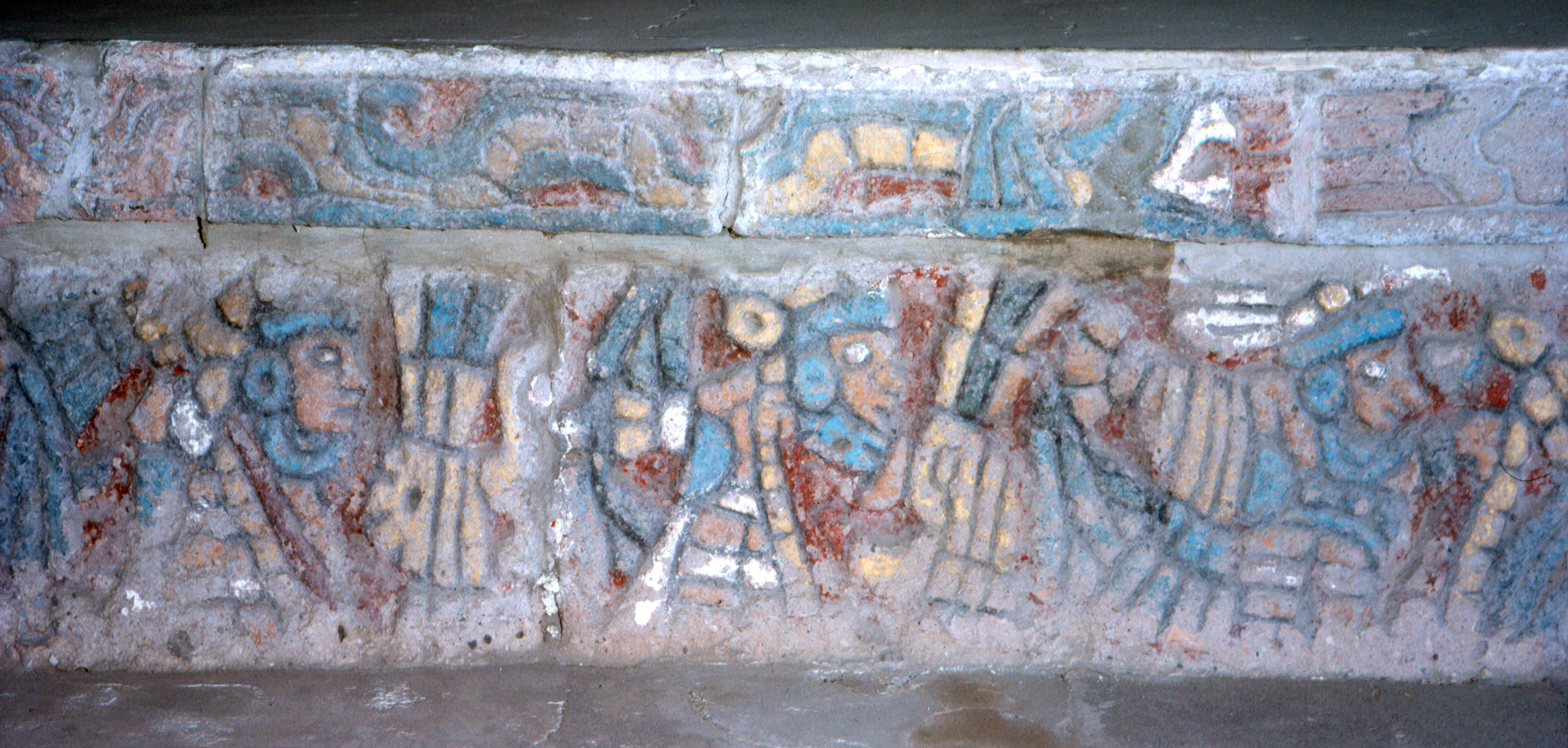
Sitzplattform mit Krieger-Prozession, Tula (Palacio Quemado)

### Die Datierung der Ankunft des Quetzalcoatl-Kukulkans nach den Textquellen
Das Ende Tollans lag zum Zeitpunkt der Abfassung der Texte in der frühen Kolonialzeit mehr als ein halbes Jahrtausend zurück. Historische Information werden von mythischen Vorstellungen beinahe unkenntlich überdeckt. Das Ende von Tollan steht nach den meisten dieser Texte in direkter Verbindung mit dem Auszug oder der Flucht des Topiltzin Quetzalcoatl. Schon der früheste historische Bericht, die nur elf Jahre nach der Eroberung von Tenochtitlan von nicht genannten Franziskaner-Mönchen auf der Grundlage einheimischer Traditionen abgefasste Doppelquelle „Relación de la Genealogía“ und „Origen de los Mexicanos“ schildert in kurzen Worten, dass Topiltzin aus Tollan vertrieben und in ein Land namens Tlapallan zog, von dem die Quelle sagt, dass die einheimischen Informanten nicht wüssten, wo es liege. Dort sei er bald gestorben. Ähnlich heißt es in den von Bernardino de Sahagún gesamten Texten: „…dann kam er an der Küste an, wo er ein Floß aus Schlangen entstehen ließ. Darauf ließ er sich nieder, als ob es sein Boot wäre. Dann fuhr er über das Meer. Keiner weiß, wie er dort in Tlapallan ankam“ (Zitat direkt aus dem Náhuatl übersetzt). Wie wenig auch die indianischen Zeitgenossen mit dem Begriff „Tlapallan“ anzufangen wussten, lässt der indianische Autor Chimalpahin erkennen: Quetzalcoatl wäre von Tollan aus nach Osten bis ans Meer, den Golf von Mexiko, gezogen, „wo er sich in Rauch und rote Farbe [Tlapallan] auflöste“ (direkt aus dem Náhuatl übersetzt). Traditionell wird Tlapallan, auch in der Form „Tlillan Tlapallan“ (beides in der Gestalt von Ortsnamen) als Land der schwarzen und roten Farbe verstanden, und mit dem Land der Maya gleichgesetzt (vielleicht weil die Schriftzeichen der Maya-Codices in den Farben rot und schwarz gemalt sind), obwohl die Quellen ausdrücklich bekunden, dass man die Lage nicht kenne.
Über die Datierung des Auszuges des Topiltzins sind sich die Quellen nicht einig. Chimalpahin nennt das Jahr 1051 n. Chr., Die von unbekannten Indianern in Náhuatl verfassten Anales de Cuauhtitlan bieten 895 oder 883 an. Die ersten beiden Jahre entsprechen im aztekischen Kalender einem Jahre 1 acatl, was auch der kalendarische Beiname Topiltzins ist, so diese Daten aus dem Namen abgeleitet und nicht authentisch sein dürften. Das dritte Datum wird als Tradition von Tetzcoco bezeichnet. Nach dieser Quelle hätte sich Topiltzin selbst verbrannt.
Die Datierung spielte eine wesentliche Rolle bei der Interpretation des toltekischen Einflusses in Yucatán. Alfred M. Tozzer hat die von den Quellen gegebenen Daten willkürlich durch Verschieben des Auszuges von Topiltzin um mehrere Kalenderrunden von 52 Jahren, nach denen dasselbe aztekische Datum wiederkehrt, auf das Jahr 999 verlegt. Dennoch lässt er den toltekischen Einfluss in Chichén Itzá schon früher einsetzen, sieht einen „historischen Kukulkan“ allerdings erst ab ca. 1150 n. Chr. Dem gegenüber hat John Eric Thompson die Auffassung vertreten, dass die Itzá, in denen er eine nicht den Maya angehörige Bevölkerungsgruppe sieht, von der Insel Cozumel her kommend sich um 918 n. Chr. in Chichén Itzá niedergelassen haben. Diese Annahme stützt sich auf eine etwas verworrene Wanderungsgeschichte im Chilam-Balam-Buch von Chumayel, die ein Jahre im Tun 11 Ahau nennt, eine Bezeichnung, die allerdings alle 13 Jahre wiederkehrt und deshalb wenig präzis ist. Ihnen folgte nach Thompson Kukulkan (das Maya-Äquivalent von Quetzalcoatl) im Katun 4 Ahau, also in der Zeitspanne zwischen 967 und 987 n. Chr. Er stützt sich dafür auf eine prophetische Angabe im Chilam-Balam-Text von Chumayel, die er als historisch interpretiert, und begründete die Auswahl des absoluten Zeitansatzes (denn ein Katun gleichen Namens tritt alle 256 Jahre auf) damit, dass dies das erste Katun dieses Namens nach dem Aufhören der Hieroglypheninschriften wäre.
Wie Nigel Davies erläutert, beruht das von Thompson gewählte Datum 987 auf der Umrechnung des zentralmexikanischen Datums 1 acatl nach dem von Wigberto Jiménez Moreno definierten mixtekischen Kalender, den dieser hypothetisch auf die Ereignisse in Tollan anwandte. Darin bestärkte ihn, wie er betont, die Vermutung Thompson, womit ein klassischer Zirkelschluss gegeben ist. Da es sich bei dem Datum 1 acatl aber um einen Teil des Namens von Topiltzin Quetzalcoatl handelt, ist jede darauf beruhende Datierung zweifelhaft.
Während die genannten Autoren eine Übertragungsrichtung von Tula nach Chichén Itzá als gegeben ansahen, hat George Kubler die Gegenrichtung favorisiert. Er betont, dass nichts in Tula den frühen Phasen toltekischer Kunst in Chichén Itzá entspreche, so dass Tula eher ein kolonisatorischer Vorposten von Chichén Itza gewesen sei. Für diese Annahme ist ein sehr später Ansatz des Untergangs von Tula um 1260 erforderlich, der aus historischen wie archäologischen Gründen nicht aufrechtzuerhalten ist.

### Die archäologische Datierung
Die Situation der archäologischen Datierung für beide Orte ist nicht befriedigend. Für Tula sind nur wenige Radiokarbon-Datierungen verfügbar. Zusammen mit der keramischen Datierung wird von einem Beginn der Entstehung einer Stadt um 700 n. Chr. ausgegangen, wobei die Beeinflussung durch Teotihuacán unverkennbar ist. Die heute erhaltenen Bauten des Zeremonialzentrums von Tula werden in das Frühe Postklassikum (zwischen 900 und 1200 n. Chr.) datiert. Das Ende von Tula ist durch bewusste Zerstörungen gekennzeichnet, so das Niederbrennen der Säulenhallen und die „Bestattung“ der großen Figurensäulen in einem eigens angelegten Graben in der Pyramide.
Chichén Itzás Geschichte beginnt nun beinahe gleichzeitig um 750 n. Chr. und dauerte bis gegen das Jahr 1000. Die datierten Monumente reichen von 864 bis 998 n. Chr., die jüngsten Daten sind auf Steinpfeilern im Tempel des so genannten Hohenpriestergrabes zu finden, die zugleich Reliefs im Stil der Kolonnaden tragen, diese also mittelbar datieren. Radiokarbondatierungen liegen bei großen Unsicherheitsfaktor zwischen 835 und 900 n. Chr. Es herrscht gegenwärtig weitgehend Konsens, dass die hauptsächliche Bauaktivität in Chichen Itzá damit zeitlich früher als jene in Tula liegt. Im hauptsächlichen Datierungsmedium der Archäologie, der Keramik, zeichnet sich ein fremdes Element überhaupt nicht ab.

### Das Distanz-Problem
Die Entfernung zwischen Tula und Chichén Itzá beträgt gut 1400 km, ohne dass auf dieser Strecke andere archäologische Funde gemacht worden wären, die zweifelsfrei dieselben Charakteristika aufweisen und einer Wanderung oder Kontakt-Route von Tolteken zum nördlichen Yucatán zuzuordnen wären. Dieser Schwierigkeit versuchen Ansätze aus dem Weg zu gehen, die Chichén Itzá wie Tula und andere Orte einem „Internationalen Stil“ zuordnen, in dem sich ein Kult der Gefiederten Schlange (Quetzalcoatl) manifestierte.